# استان پالنسیا
پالنسیا (Palencia) استانی در شمال اسپانیا، در شمال بخش خودمختار کاستیا-لئون است.
این استان هم‌مرز با استان‌های لئون، کانتابریا، بورگس و بالادولید است.
مرکز استان شهر پالنسیا است.
۱۷۶٬۱۲۵ نفر (۲۰۰۲) در پالنسیا زندگی می‌کنند که از این میان ۴۰٪ در شهر پالنسیا ساکن هستند.
مساحت استان ۱۰٬۱۴۸ کیلومتر مربع است و ۱۹۱ دهستان دارد که از این میان، بیش از نیمی از دهکده‌ها کمتر از ۲۰۰ نفر جمعیت دارند.